# Verger (Adelsgeschlecht)

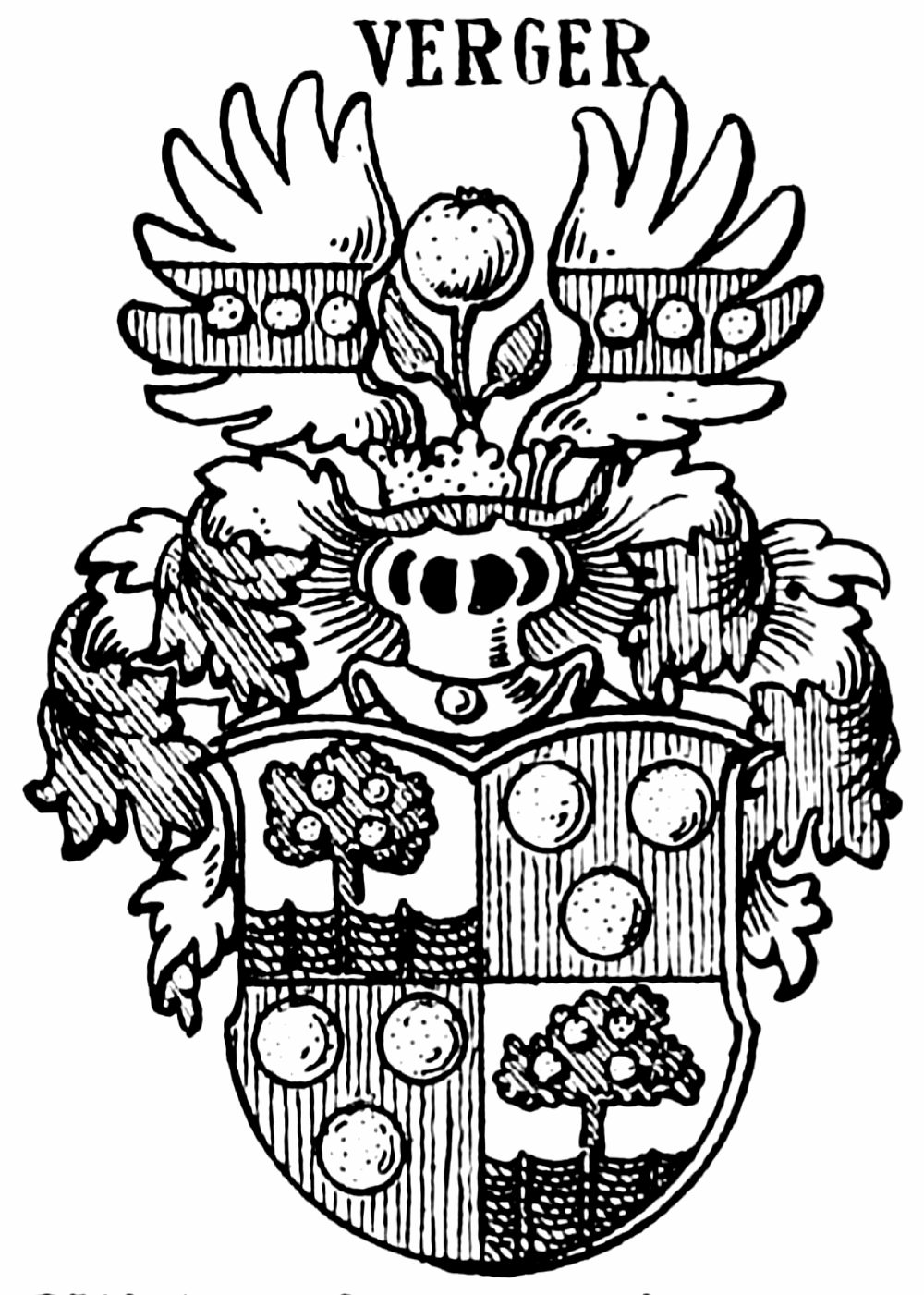
Wappen derer von Verger von 1717

Verger ist ein altes Adelsgeschlecht, welches aus Capo d’Istria (Koper) stammt.

## Geschichte
Die Familie verbreitete sich später nach Italien und der Schweiz. Von den Vergers in Italien ist besonders Peter Paul Vergerius berühmt; von denen in der Schweiz, wo sie besonders im Fürstentum Pruntrut mehrere Jahrhunderte wirkten, ging Johann Konrad von Verger (1682–1740) aus Basel im 18. Jahrhundert nach Bayern, wo er das Rittergut Moosheim erwarb und wo sein Sohn Konrad und dessen Vetter Franz Joseph Verger, Hofrat des Fürstbischofs von Basel, am 28. Januar 1717 von Kaiser Karl VI. in den Adelsstand und 1748 in den Freiherrenstand erhoben wurden. Johann Konrad von Verger war der Schwiegersohn des Geheimen Ratskanzlers Franz Xaver Josef von Unertl.

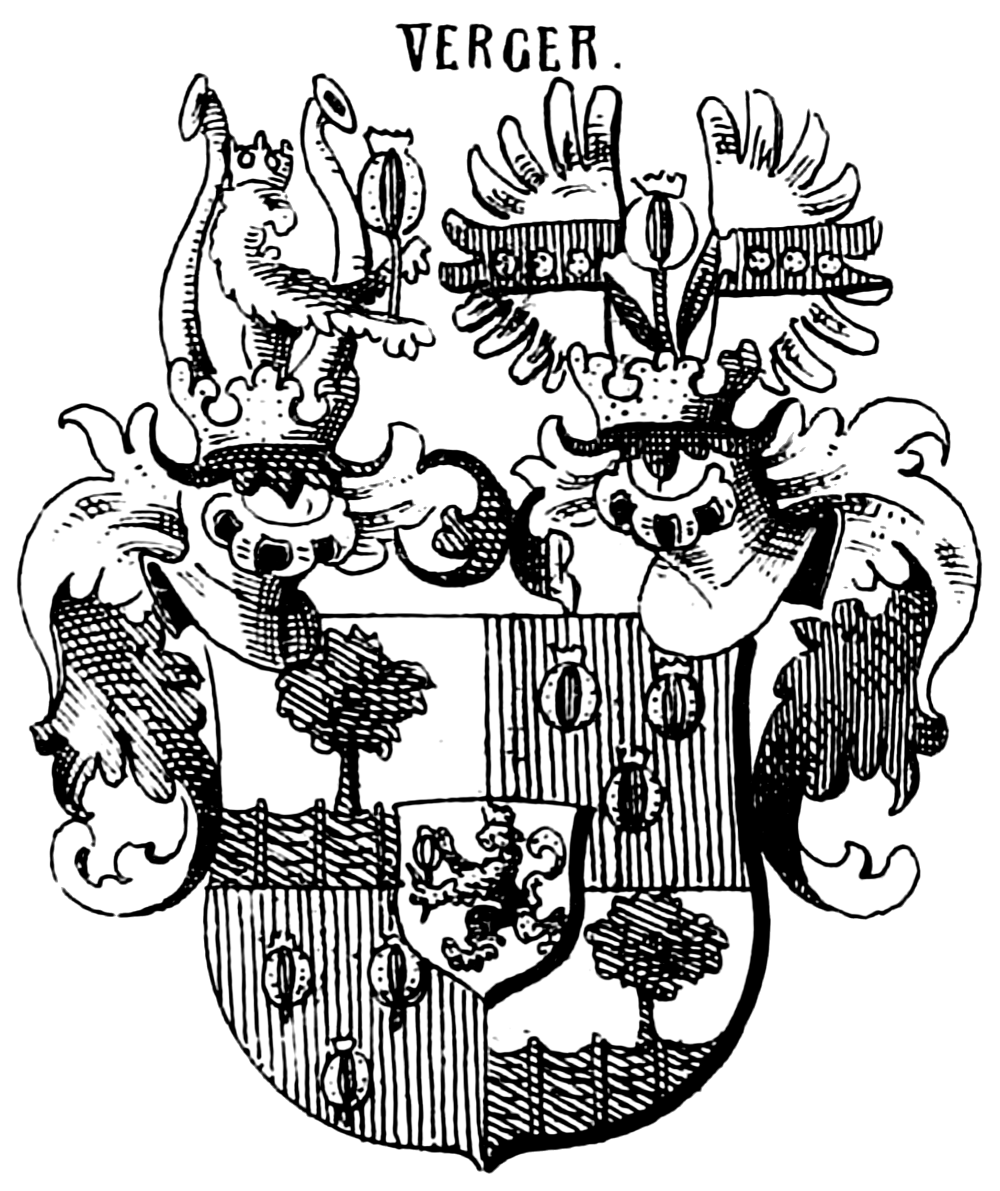
Wappen der Freiherrn von Verger von 1748, 1812

## Wappen
- Das Wappen von 1717 ist von Silber und Rot geviert und zeigt in den Felder 1 und 4 hinter grünem geflochtenen Zaun (Korb) einen natürlichen Granatapfelbaum mit 4 (5) grünen Äpfeln, in 2 und 3 goldene Granatäpfel (oder Kugeln). Auf dem Helm mit grün-silbernen Helmdecken ein wachsender gekrönter goldener Löwe, mit der rechten Vorderpfote einen goldenen Granatapfel an zweiblättrigem goldenen Stiel haltend, zwischen zwei silbernen Büffelhörnern[2] oder mit rechts grün-silbernen links rot-silbernen Decken ein goldener Zweig mit zwei Blättern und einem Apfel zwischen zwei silbernen Flügeln, die mit je einem roten Querbalken mit drei grünen Äpfeln (Kugeln) belegt sind.[1]
- Das freiherrliche Wappen von 1748/1812 wie 1717 mit silbernem Herzschild belegt, darin ein gekrönter goldener Löwe einen goldenen Granatapfel an zweiblättrigem grünen Stiel haltend. Zwei Helme, so wie alternativ bei Wappen von 1717 blasoniert.

## Genealogie

### Erste Linie
Die Linie erlosch 1876 im Mannesstamm mit Freiherr Ludwig von Verger, geb. 1798, Sohn des Freiherrn Maximilian von Verger (1759–1842) und Enkel des Freiherrn Maximilian von Verger (1722–1785); Ludwig war nicht vermählt, seine älteren Brüder, von denen nur ein einziger eine Tochter hatte, in den Jahren 1849, 1817 und 1845 verstorben.

### Zweite Linie
Freiherr Johann Baptist von Verger, geb. 1764 in Delsberg (Schweiz), war bayerischer Generallieutenant und Gesandter in Stuttgart, sowie von 1812 bis 1840 erster Kommandant des bayerischen Gendarmeriekorps; er war kinderlos und mit ihm erlosch diese Linie im Mannesstamme, doch hatte er Freiherrn Ferdinand von Verger (geb. 1806 als Nouvion) adoptiert; dieser war bis 1855 bayerischer Gesandter in Karlsruhe und bei der schweizerischen Eidgenossenschaft, seitdem bis 1867 beim Päpstlichen Stuhl in Rom. Auch er hatte keine männlichen Nachkommen.